# Elijah Tana
Elijah Tana (Chingola, Zambia, 28 de febrero de 1975) es un exfutbolista zambiano, se desempeñaba como defensa y se retiró en 2010 jugando para el CR Caála de Angola.
Es uno de los jugadores que más participaciones tiene con la selección de fútbol de Zambia, con 92.

## Participaciones con la selección
| Torneo                                  | Sede            | Resultado     |
| --------------------------------------- | --------------- | ------------- |
| Copa Africana de Naciones de 2000       | Ghana y Nigeria | Primera ronda |
| Copa Africana de Naciones de 2002       | Malí            | Primera ronda |
| Copa Africana de Naciones de 2006       | Egipto          | Primera ronda |
| Campeonato Africano de Naciones de 2009 | Costa de Marfil | Primera ronda |

## Clubes
| Club                      | País   | Año       |
| ------------------------- | ------ | --------- |
| Nchanga Rangers FC        | Zambia | 1993-2002 |
| Atlético Petróleos Luanda | Angola | 2003-2006 |
| Al-Jazira SC              | E.A.U. | 2006-2007 |
| Al-Merreikh SC            | Sudán  | 2007      |
| Nchanga Rangers FC        | Zambia | 2008      |
| CR Caála                  | Angola | 2009-2010 |